# Guy Picciotto
Guy Picciotto (ur. 17 września 1965) – amerykański muzyk rockowy. Najbardziej znany jako członek zespołu Fugazi, w którym pełnił rolę wokalisty i gitarzysty.
Karierę rozpoczął jako gitarzysta i wokalista zespołu emo Rites of Spring, z którym nagrał dwie płyty - LP Rites of Spring (1985) oraz EP All Through a Life (1987). Kompilacja obu tych płyt ukazała się w roku 1991 jako album End on End. 
W roku 1987 przystąpił do projektu Iana MacKaye'a - Fugazi, w którym na perkusji grał również członek jego poprzedniej grupy - Brendan Canty. W początkowym okresie udzielał się jedynie jako wokalista podczas koncertów, by potem stać się drugim gitarzystą oraz autorem muzyki i tekstów. Brał udział podczas nagrywania wszystkich siedmiu albumów tej grupy. Jego śpiew i nacechowane silnymi emocjami zachowanie na scenie stały się jednymi z charakterystycznych cech Fugazi. Po wydaniu ostatniej płyty The Argument (2001) grupa zawiesiła swoją działalność.